# IC 4809
IC 4809 је патуљаста галаксија у сазвјежђу Паун која се налази на листи објеката дубоког неба у Индекс каталогу.
Деклинација објекта је - 62° 11' 39" а ректасцензија 19h 4m 5,3s. Привидна величина (магнитуда) објекта IC 4809 износи 14,5 а фотографска магнитуда 15,1. IC 4809 је још познат и под ознакама ESO 141-22, PGC 62733.